# Will Orben
 Will Orben (født 30. marts 1974) er en tidligere fodboldspiller fra USA.

## Spiller
Han startede med at spille fodbold på Lehigh University og blev senere tilknyttet Hershey Wildcats. Men han var ikke klar til førsteholdet. Under et tidligere ophold i London havde en kammerat rost FC København overfor ham, og da turen igen gik til Europa blev det FC København han henvendte sig til. Han spurgte om han måtte træne med andetholdet i klubben, hvilket han fik lov til. Efter en hård start hvor han ikke kunne komme på holdet, fik han til sidst sin første kontrakt. Det var en deltidskontrakt som fodboldspiller og resten af tiden gik som medhjælper for Parkens groundsman Chris Hague med at vedligeholde Parkens græs. Da hans første kontrakt udløb, blev den forlænget med et år og samtidig blev den gjort til fuldtid, da Orben var rykket op i førsteholdstruppen. Han havde måneden forinden fået debut i Superligaen da han den 30. april 2000 fik de sidste 22. minutter i udekampen mod AB.
I den efterfølgende sæson var Orben langt fra førsteholdet i FC København, og han blev i august 2000 udlejet til Viborg FF indtil 31. december 2000. Her nåede han at spille 3 kampe i Superligaen og en i UEFA Cuppen, inden han røg retur til København. I foråret 2001 blev det kun til kampe for andetholdet i FC København, og den 9. maj blev hans kontrakt ophævet og han skiftede til Ølstykke FC.
Det blev også til korte ophold i B.93 og BK Skjold, inden han i efteråret 2002 rejste tilbage til USA.

## Træner
Fra den 1. januar 2003 blev Will Orben tilknyttet som ungdomstræner på The Taft School i staten  Connecticut. Han er nu forfremmet til headcoach for skolens hold Boys' Varsity Soccer.

## Uddannelse
På Lehigh University blev han uddannet til Civilingeniør og kandidat i amerikansk litteratur.